# Берсел
Берсел (также Берсель; нидерл. Beersel из Baar-sele "глухое, затерянное место") — небольшая коммуна на юге провинции Фламандский Брабант (округ Халле-Вилворде), Фландрия, Бельгия.
Впервые упоминается в 847 г. под лат. названием Берсалис (Bersalis). В средние века получил известность Берсельский замок, который построил Жан II Брабантский 1300—1310. Официальный язык коммуны — нидерландский. Хотя Берсел и не граничит с Брюссельским столичным округом, он расположен поблизости, вдоль магистралей, связывающих столицу с Валлонией. Поэтому на территории традиционно высока доля иноязычных меньшинств (в первую очередь франкофонов). В местной думе союз франкофонов Фландрии набирает около 15 % голосов. Общая площадь коммуны составляет 30,01 км², плотность населения — 815 чел. на км². Общая численность населения — 24 447 чел. (1 января 2015, оценка).  Коммуна подразделяется на 5 секций: собственно город Берсель, Лот, Дворп, Хёйзинген и Альземберг.

## Достопримечательности
- Замок Берсель — позднесредневековый замок на искусственном острове.